# Електродугове напилювання

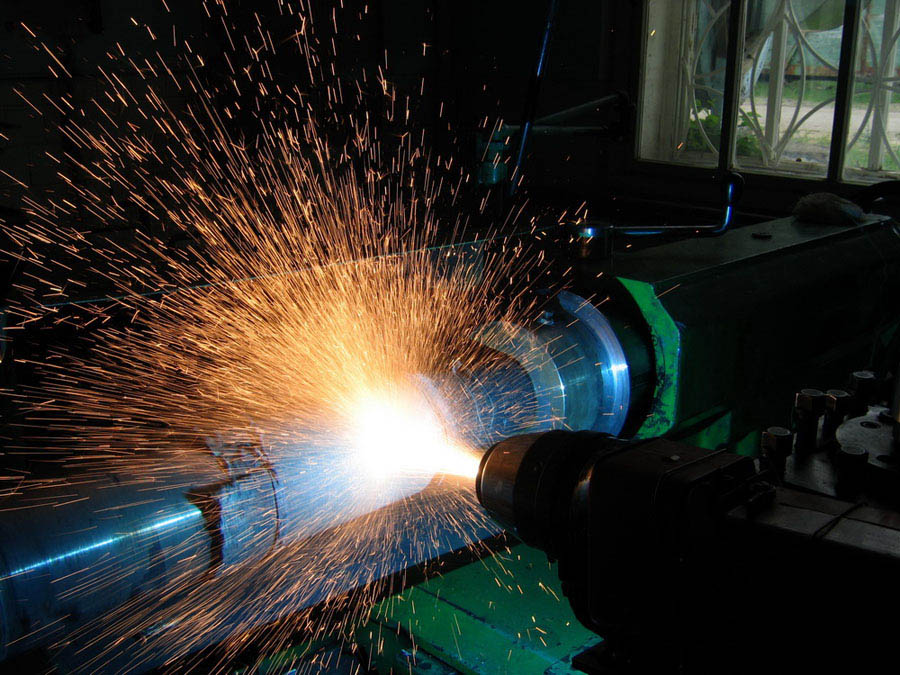
Електродугове напилювання (металізація)

Електродугове́ напи́лювання (електродугова металізація) — газотермічне напилювання, під час якого нагрівання та плавлення напилюваного металу у вигляді дроту, стрижня або стрічки здійснюється електричною дугою, а диспергування струменем стисненого газу, звичайно повітря.

## Використання
Електродугове напилювання переважно використовується для нанесення корозієстійких та зносостійких покриттів із металів. Якість покриття можна підвищувати за допомогою проведення процесу в ізольованій камері із захисною атмосферою, або розпиленням металу захисними газами та додавання горючого газу до повітря, а також в умовах низького вакууму.
Для отримання корозієстійких покриттів використовується алюмінієвий або цинковий дріт. Як зносостійкі покриття напилюють сталі, бронзу або композити металів.

## Характеристики, переваги та недоліки

### Технологічні параметри
Технологічними параметрами, що визначають процес електродугового напилювання, є:
- сила електричного струму дуги, А;
- електрична напруга, В;
- діаметр дроту і його матеріал;
- витрати розпилювального газу, м³/год;
- швидкість подачі дроту м/хв.;
- відстань напилення тощо.

Найважливішими параметрами режиму електродугового напилювання є потужність дуги (5…20 кДж), що визначається значеннями електричного струму (80…600 А) і напруги (18…35 В) та витрати розпилювального газу (50…150 м³/год при тисках 0,35…0,55 МПа). Форма і розміри сопла мають значний вплив на формування струменя. Використовують переважно циліндричні сопла діаметром 3…6 мм. Діаметр дроту вибирають в межах 1,0…3,0 мм а швидкість подачі береться в межах 0,05…0,35 м/с.
Розмір часток при напиленні для вуглецевих сталей становить 30…50 мкм, для інших матеріалів — 10…100 мкм, швидкість поблизу поверхні напилення приблизно 50…150 м/с. Дистанція напилення зазвичай становить 60…150 мм.

### Переваги
Основними характеристиками електродугового напилення є висока продуктивність процесу, яка може досягати 50 кг/год, та високий енергетичний ККД розпилення, що може досягати 0,7…0,9.
Завдяки великим значенням ентальпії частинок, що напилюються, можна отримати покриття з достатньою адгезійною та когезійною міцністю.

### Недоліки
При електродуговому напиленні слід враховувати інтенсивну взаємодію частинок з активною газовою фазою, що призводить до насичення металу напилення киснем, азотом та наявності оксидів. До недоліків можна віднести необхідність використання для напилення матеріалів у вигляді дроту.